# EyeWire
EyeWire — проект по исследованию сетчатки глаза человека силами добровольцев. Проект был создан в результате кооперации между Массачусетским технологическом институтом (MIT) и Институтом медицинских исследований Общества Макса Планка.

## Цель проекта
Цель проекта — создать карту связей (коннектом) между нейронами в сетчатке, а также идентифицировать отдельные суб-типы нейронов.
На текущем этапе основные усилия направлены на реконструкцию трёхмерной структуры нейронов на основе двухмерных срезов. На следующем этапе планируется анализ связей (синапсов) между нейронами.
Эта информация поможет понять, как зрение человека работает на нейронном уровне. Также это поможет ответить на фундаментальный вопрос нейробиологии: «как структура нейронных сетей связана с их активностью?»

## Методы
На подготовительном этапе проводилось снятие активности нейронов с помощью двухфотонного лазерного микроскопа и получение срезов (послойных двухмерных изображений) сетчатки. Срезы затем анализировались с помощью методов искусственного интеллекта.
На следующем этапе подключаются добровольцы, помогающие воссоздать 3D-структуру нейронов. Любой желающий может стать участником проекта.
Процесс воссоздания организован в виде компьютерной игры.
Участнику проекта демонстрируется случайно выбранный сегмент сетчатки — в виде трехмерного изображения и последовательной серии срезов. Участник реконструирует сегмент нейрона, при этом он может в реальном времени видеть как изменяется 3D-реконструкция.
Реконструкции от разных участников сравниваются между собой, на основе чего воссоздается наиболее точная трехмерная модель нейрона.